# گورستان س خیرالدین
گورستان س خیرالدین مربوط به هزاره اول قم است و در شهرستان ورزقان، بخش مرکزی، دهستان ازومدل جنوبی، ۱۴۰۰ متری شمال شرقی روستای خیرالدین واقع شده و این اثر در تاریخ ۱۲ شهریور ۱۳۸۶ با شمارهٔ ثبت ۱۹۳۳۳ به‌عنوان یکی از آثار ملی ایران به ثبت رسیده است.